# Ryszard Janicki
Ryszard Janicki pseud. Dick (ur. 25 lutego 1923 w Warszawie, zm. 19 maja 1958 tamże) – działacz polityczny i sportowy, powstaniec warszawski.

## Życiorys
Przed wojną był uczniem szkoły Robotniczego Towarzystwa Przyjaciół Dzieci i gimnazjum im. B. Limanowskiego. Od 1941 członek PS, pracował przy powielaniu „Barykady Wolności”, potem wraz z ojcem odbijał prasę i odezwy w tajnej drukarni RPPS. Członek PAL, od jesieni 1942 brał udział w akcjach bojowych. Walczył w powstaniu warszawskim na Żoliborzu, po upadku powstania z grupą żołnierzy AL przedostał się na Pragę i ochotniczo wstąpił do WP. Do końca 1945 służył w 6 pułku piechoty, później działał w Organizacji Młodzieżowej TUR, będąc organizatorem życia sportowego. Od 1946 członek PPS, od 1948 PZPR. 1948–1950 instruktor w Wydziale Kultury Fizycznej Zarządu Głównego ZMP, 1950–1955 naczelnik Wydziału Sportu w Departamencie Wychowania Fizycznego Ministerstwa Oświaty, 1955–1957 kierownik Działu Wyszkolenia Sportowego w Zrzeszeniu Sportowym Szkolnictwa Zawodowego „Zryw”, w 1958 był starszym instruktorem Polskiego Komitetu Olimpijskiego. 1946–1947 członek prezydium Okręgowego Związku Piłki Nożnej w Warszawie, 1948–1950 członek prezydium Polskiego Związku Lekkiej Atletyki. Był odznaczony Orderem Krzyża Grunwaldu III klasy i Krzyżem Walecznych.